# كلوديا دي جيرولامو
كلوديا ديل كارمن دي جيرولامو كويسني (بالإسبانية: Claudia Di Girolamo)‏ (من مواليد 30 كانون الأول/ديسمبر 1956 في مدينةِ سانتياغو) هي ممثلة تشيلية من أصلٍ إيطالي اشتهرت بفضلِ أدوارها المتعددة والكثيرة على المسرح وفي السينما والتلفزيون؛ بل تُعدُّ واحدةً من أفضل الممثلات المسرحيّات في تاريخ السينما التشيلية عدى عن كونها واحدةً من أفضل الممثلات في البلد. بحلول عام 1990؛ انضمَّت كلوديا دي جيرولامو إلى تلفزيون ناسيونال د تشيلي وحقّقت من النجاح الكثير حتى أصبحت الممثلة الأكثر ربحيّة والأعلى أجرًا في تشيلي في تلك الفترة وحتى بداية العقد الثاني من القرن الحادي والعشرين.
قدَّمت كلوديا بعض المسرحيات التي عُرضت على التلفزيون كما شاركت في أحدِ البرامج المسرحيّة الذي عُرض على القناة 11 (أصبحت اليوم تحت اسمِ تشيليفزيون) وظهرت أيضًا في سلسلة يسوع المسيح سوبر ستار من إخراج أندرو لويد ويبر حيثُ لعبت دور مريم المجدلية رفقة عددٍ من النجوم الآخرين. كانت كلوديا دي جيرولامو متزوجةً من زميلها الممثل كريستيان كامبوس؛ لكنهما انفصلا في وقتٍ ما ثمَّ تزوّجت عام 1996 من المخرج ومدير تلفزيون ناسيونال د تشيلي السيّد فيسينتي ساباتيني.

## قائمة أعمالها

### التلفاز
| السنة | العنوان            | العنوان الأصلي        | الدور           | ملاحظة    |
| ----- | ------------------ | --------------------- | --------------- | --------- |
| 1977  | موتيس              | Mutis                 |                 | دور رئيسي |
| 1990  | أميليا لوبيز أونيل | Amelia Lópes O'Neill  | امرأة فرناندو   | دور ثانوي |
| 1990  | سيدتانِ في المدينة  | Two Women in the City | فاليريا فيرجارا | دور رئيسي |
| 1996  | آخرُ رجلٍ لي         | My Last Man           | فلورنسيا        | دور رئيسي |
| 2007  | راديو القلب        | Radio Heart           | ساندرا          | دور رئيسي |
| 2008  | أسرار              | Secrets               | أميليا          | دور رئيسي |
| 2010  | بعد مورت           | Post Mortm            | مارتا           | دور رئيسي |

### المسرح
- 1976 - التربية الجنسية (بالإسبانية: Seximental Education)‏
- 1990 - كذبةٌ من أجل الحب (بالإسبانية: Fool for Love)‏
- 1992 - الملك لير (بالإسبانية: King Lear)‏
- 1993 - فاسيو أبسوردو (بالإسبانية: El Vacio Absurdo)‏
- 1994 - لو مالينتندو (بالإسبانية: Le Malentendu)‏
- 1995 - لا كاتيدرال دي لا لوز (بالإسبانية: La Catedral de la Luz)‏
- 1998 - مدام دي ساد (بالإسبانية: Madame de Sade)‏
- 1999 - فيدرا (بالإسبانية: Fedra)‏
- 2000 - الوراثة (بالإسبانية: The Heredity)‏
- 2001 - ميديا (بالإسبانية: Medea)‏
- 2003 - الابن (بالإسبانية: The Son)‏
- 2006 - روبرتو زوكو (بالإسبانية: Roberto Zucco)‏
- 2007 - هيدا جابلر (بالإسبانية: Hedda Gabler)‏
- 2008 - لاس بروتاس (بالإسبانية: Las Brutas)‏
- 2009 - أورلاندو (بالإسبانية: Orlando)‏
- 2010 - ألميدي: الكذبة (بالإسبانية: Almedi, The Fool)‏
- 2011 - بيت الدمية (بالإسبانية: A Doll's House)‏
- 2013 - البحرُ على الحائط (بالإسبانية: The Sea On The Wall)‏

## وصلات خارجية
- كلوديا دي جيرولامو على موقع IMDb (الإنجليزية)
- كلوديا دي جيرولامو على موقع قاعدة بيانات الفيلم (الإنجليزية)